# Marko Terseglav
Marko Terseglav, slovenski etnolog, literarni zgodovinar, * 8. september 1947, Ljubljana.

## Življenje
V Ljubljani je maturiral, študiral slavistiko in primerjalno književnost ter leta 1972 diplomiral. Leta 1980 je magistriral z nalogo Prešeren in slovenska ljudska pesem ter leta 1993 doktoriral z nalogo Uskoška pesemska dediščina Bele krajine.
Po diplomi se je zaposlil v Glasbenonarodopisnem inštitutu ZRC SAZU, kjer dela še danes kot znanstveni sodelavec. Kot štipendist nemške vlade se je v zimskem semestru 1980/81 izpopolnjeval v folkloristiki in etnologiji  na Humboldtovi univerzi v Berlinu, kamor se je v naslednjih letih vračal na specializacijo. Na krajših, enomesečnih izpopolnjevanjih iz folkloristike je bil še v Bratislavi (1976), v Brnu (1976) in v Zagrebu (1980).
Tri leta je bil lektor slovenščine na univerzi v Osijeku, leta 1995 je postal docent, 2001 pa izredni profesor  folkloristike na Oddelku za etnologijo in kulturno antropologijo Filozofske fakultete v Ljubljani.

## Delo
Področje njegovega znanstvenega dela obsega štiri pomembnejše sklope: zgodovino folkloristične misli na Slovenskem, metodološko-teoretične probleme ljudske duhovne kulture, razmerje med ljudskim in umetnim pesništvom in medetični odnosi. 
K njegovim teoretičnim delom sodi knjižica Ljudsko pesništvo (1987). Objavil je Porabsko pesmarico (1989) in zbirko ljudskih erotičnih pesmi Klinček lesnikov (1981), s katero smo Slovenci dobili prvo zbirko ljudskih erotičnih oziroma kvantarskih pesmi. 
Med več kot dvesto petdesetimi bibliografskimi enotami so 3 samostojne monografije, 5 strokovnih knjig in okrog 30 znanstvenih člankov, med katerimi so bili nekateri objavljeni v tujih strokovnih revijah (hrvaških, avstrijskih, nemških). Strokovne recenzije njegovih knjig in znanstvenih člankov so bile objavljene v domačih in tujih (Narodna umjetnost, Demos idr.) strokovnih revijah.
Je član izvršnega odbora za folkloristiko pri Mednarodnem slavističnem kongresu in član organizacije za ljudsko kulturo IOF (International Organisation of Folklore)  s sedežem na Dunaju. Aktiven je  v  uredniškem odboru revije Narodna umjetnost, ki jo izdaja Inštitut za etnologijo in folkloristiko v Zagrebu.
Med drugim je sourednik znanstvene izdaje Slovenske ljudske pesmi in nosilec inštitutskega raziskovalnega projekta Temeljne raziskave slovenske ljudske glasbe, pesmi in plesa. Trenutno je vodja projekta Slovenska ljudska duhovna kultura v procesu globalizacije in sodelavec pri projektu Raziskave nosilcev ljudskokulturnih pojavov. Je sodelavec in sourednik temeljne izdaje Slovenskih ljudskih pesmi, ki so do sedaj izšle pri Slovenski matici  v petih knjigah.
30 let je v uredniškem odboru Glasnika SED in v letih 2001–2003 je bil tudi glavni urednik Knjižnice Glasnika SED. Leta 2005 je bil urednik revije Traditiones. V Slovenskem etnološkem društvu  (SED) od leta 2006 predseduje Komisiji za Murkove nagrade, priznanja in listine. Leta 2018 je prejel Štrekljevo nagrado.

## Izbrana bibliografija
Monografije
- Način življenja Slovencev 20. stoletja. Ljubljana: SED, 1980. (COBISS)
- Klinček lesnikov. Ljubljana: Cankarjeva založba, 1981 (COBISS)
- Ljudsko pesništvo. Ljubljana: DZS, 1987. (Literarni leksikon)(COBISS)
- Porabska pesmarica. Budimpešta: Tankonyvkiado, 1989.(COBISS)
- Kronika župnije Ajdovec. Ajdovec: Župnijski urad, 1990 (COBISS)
- Uskoška pesem dediščina Bele krajine. Ljubljana: ZRS SAZU, 1996 (COBISS)
- Tristo narodnih in drugih priljubljenih petih pesmi. Ljubljana: Cankarjeva založba, 2000.(COBISS)
- Tri prste pod popkom. Ljubljana: DZS, 2006 (COBISS)

Izbor člankov
- Folkloristična terminologija, njena zgodovina in strokovna produktivnost. Traditiones, 21, 1992, 259-268(COBISS)
- Marija Cvetek, Naš oča so včas zapovedal. Traditiones, 22, 1993, 200-201(COBISS)
- Prešernovo delo za slovenske ljudske pesmi. Traditiones, 24, 1995, 109-124 (COBISS)
- Štrekeljev in Murkov pogled na ljudsko pesništvo. Razvoj slovenske etnologije od Štreklja in Murka do sodobnih prizadevanj, 1995, 38-44. (COBISS)

Spremne besede
- Janez Bogataj, Mlinarji in žagarji v dolini, Dolenjski list, Novo mesto, 1982 (COBISS)
- Dušan Rešek, Strijc so strino, Pomurska založba, Murska Sobota, 1990 (COBISS)
- Marjan Dolgan in Miran Hladnik, Fuk je Kranjcem v kratek čas, Mihelač, Ljubljana, 1993 (COBISS)
- Slovenske ljudske pesmi, Založba Karantanija,1996 (COBISS)
- Rožana Koštial, Ljudske in šavrinske Istrte, Devin, Trst, 1996 (COBISS)
- Valens Vodušek, Etnomuzikološki članki in razprave, Založba ZRC, Ljubljana, 2003 (COBISS)